# 鈴元まい
鈴元 まい（すずもと まい、1995年1月21日 - ）は、愛知県出身のキャスター、タレント。本名は石原彩美（いしはらあやみ）。
スターダストプロモーション所属。身長165cm。

## 経歴
- 中学生の時に原宿でスカウトされ現事務所に所属。
- 明治大学情報コミュニケーション学部進学のタイミングで一度仕事を離れたが、卒業後の2018年6月に活動再開。
- 「王様のブランチ」のリポーターなどを務めた。

## 人物
- 資格：化粧品検定1級
- 特技：料理
- 趣味：テニス、お菓子作り

## 出演

### テレビ
- 王様のブランチ（TBSテレビ、2019年4月6日 - 2021年3月20日） - ブランチリポーター
- 浦和競馬 注目レース大討論会（テレビ埼玉 ） - レギュラー

### ラジオ
- MAGICAL SNOWLAND、スノーレポーター（NACK5、2018年10月6日 - ）

### インターネットテレビ
- ぷらすと×Paravi（毎週水・金曜、ぷらすとガールズとして不定期出演）
- ニコニコ生放送「WOWOWぷらすと」（2018年7月10日・8月9日・8月21日・9月28日）

### 配信番組
- Hello! 17LIVE (17live)